# Psychomyia demodokos
Psychomyia demodokos är en nattsländeart som beskrevs av Malicky 2000. Psychomyia demodokos ingår i släktet Psychomyia och familjen tunnelnattsländor. Inga underarter finns listade i Catalogue of Life.